# Leipziger Rathauskonzerte

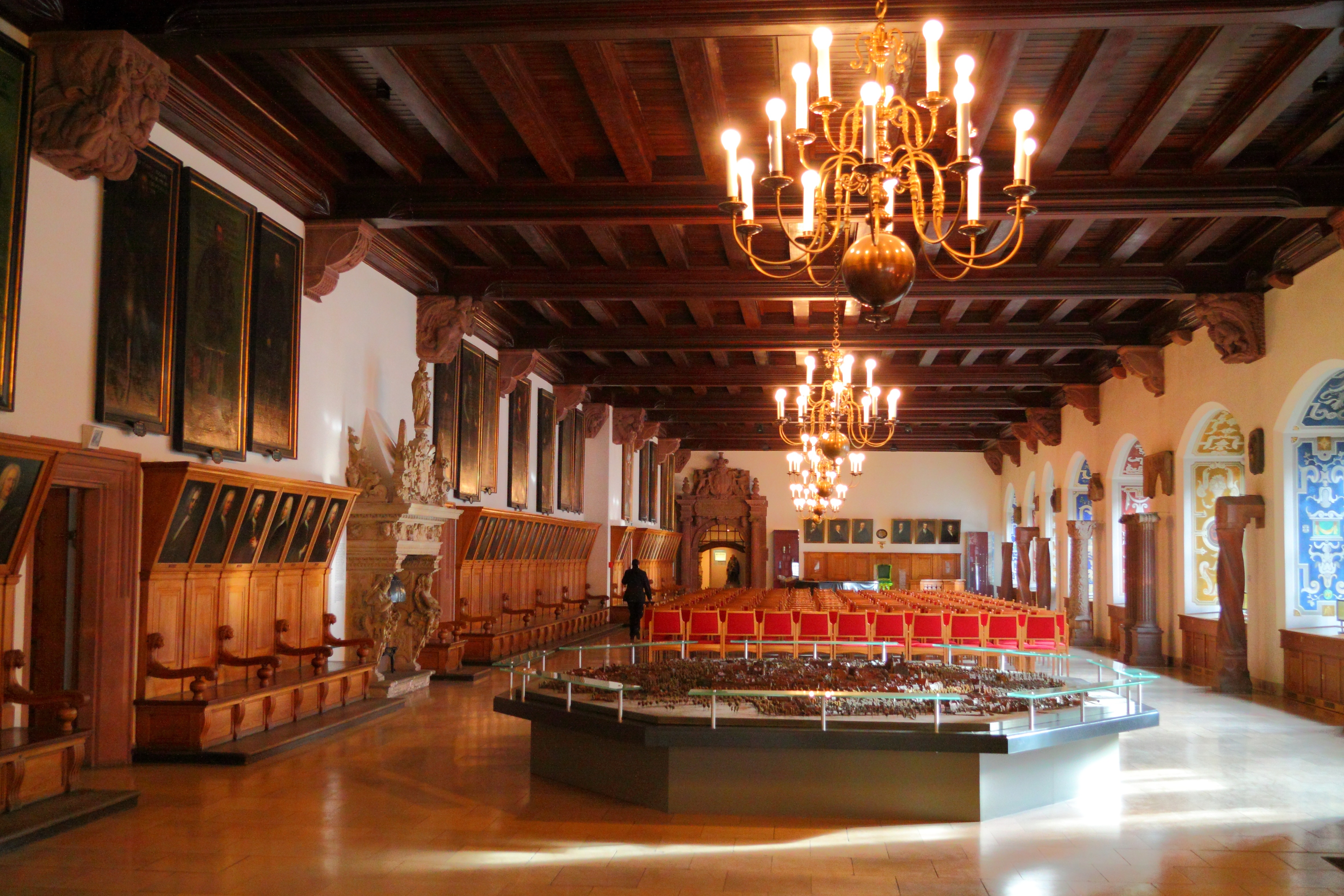
Festsaal mit Stadtmodell

Die Leipziger Rathauskonzerte sind eine traditionsreiche Konzertreihe in Leipzig.

## Geschichte
Die Leipziger Rathauskonzerte werden alljährlich vom Mitteldeutschen Rundfunk (MDR) im Renaissance-Festsaal des Alten Rathauses von Leipzig veranstaltet. Sie wurden 1965 vom Konzertredakteur Fritz Hennenberg gegründet und mit dem Dirigenten und Komponisten Wolfgang Fortner eröffnet. Die Rathauskonzerte waren ursprünglich Anrechtskonzerte des MDR-Sinfonieorchesters und wurden von Radio DDR II übertragen.
Konzertanten sind zumeist Mitglieder des MDR-Sinfonieorchesters und MDR Rundfunkchors. Es traten unter anderem der Violinist Wolf-Dieter Batzdorf, die Pianisten Alfons und Aloys Kontarsky, Rolf-Dieter Arens und Petr Eben, die Dirigenten Giacomo Manzoni, Christian Münch, Jochen Wehner, Manfred Schubert, Jörg-Peter Weigle, Wolf-Dieter Hausschild und Cristóbal Halffter, die Gruppe Neue Musik Hanns Eisler, das Ensemble Sortisatio, das Leipziger Hornquartett, das Leipziger Bläserquintett, das Döring-Bläserquintett, das Neue Bachische Collegium Musicum, das Meistersextett-Leipzig, das Modern String Quartet und das Wilanow-Quartett auf.
Es werden seltene Werke der Alten und Neuen Musik dargeboten. Bekannte Komponisten, wie Siegfried Matthus (1971), Hans Werner Henze (1973), Siegfried Thiele (1975) und Dubravko Detoni (1978), besuchten ihre Aufführungen in Leipzig.

## Uraufführungen (Auswahl)
- 1968: Musik für Bläserquintett von Günter Neubert
- 1971: Bläserquintett Nr. 2 von Fritz Geißler
- 1973: Kontrabasskonzert von Friedrich Schenker
- 1975: Jeux pour harp et orchestre von Siegfried Thiele
- 1976: 3 Stücke op. 40 von Krzysztof Meyer
- 1977: Konzert für Posaune und drei Instrumentalgruppen von Friedrich Goldmann
- 1979: Bilderserenade von Reiner Bredemeyer
- 1979: Kammerspiel II „Missa nigra“ von Friedrich Schenker
- 1985: Alle Neune – Eine SCHÜTZenfestmusik von Reiner Bredemeyer
- 1995: Lethal Injection von Helmut Oehring